# Kate Maberly
Kate Maberly (* 14. März 1982 in Reigate, in der Grafschaft Surrey, England; vollständiger Name: Kate Elizabeth Cameron Maberly) ist eine britische Schauspielerin.

## Leben
Ihre erste erfolgreiche Rolle war die der Mary Lennox in Der geheime Garten (1993). Seitdem war sie in Filmen wie der Stephen-King-Verfilmung Die Langoliers (1995) und Wenn Träume fliegen lernen (2004), unter anderem mit Johnny Depp und Kate Winslet, zu sehen. 1998 hatte sie eine Nebenrolle in dem IMAX-Film Ägypten – Erbe der Pharaonen mit Omar Sharif. Ein Großteil ihrer übrigen Filme waren Produktionen für das britische Fernsehen. Zudem hat sie in mehreren Radiohörspielen gesprochen. Neben ihrer Schauspieltätigkeit hat sie 2003 ein Studium am Trinity College of Music in Greenwich, London, erfolgreich abgeschlossen und spielt Violoncello sowie Klavier.
Ihre ältere Schwester Polly Maberly ist ebenfalls Schauspielerin.

## Filmografie (Auswahl)
- 1991: Screen One (Fernsehserie)
- 1992: Anglo Saxon Attitudes (Fernsehserie, 3 Episoden)
- 1993: Der geheime Garten (The Secret Garden)
- 1995: Der fremde Freund (Friendships Field)
- 1995: Die Langoliers (The Langoliers, zweiteiliger Fernsehfilm)
- 1996: Gullivers Reisen (Gulliver’s Travels, Fernsehfilm)
- 1998: Ägypten – Erbe der Pharaonen (Mysteries of Egypt)
- 2000: Die legendären blonden Bombshells (Last of the Blonde Bombshells, Fernsehfilm)
- 2001: Inspector Barnaby (Midsomer Murders) (Fernsehserie, Episode 4x05)
- 2001: Victoria & Albert (Fernsehfilm)
- 2002: Legion of Honor
- 2004: Wenn Träume fliegen lernen (Finding Neverland)
- 2006: Like Minds – Verwandte Seelen (Like Minds)
- 2007: Popcorn
- 2008: Boogeyman 3
- 2010: The Booth at the End (Fernsehserie, 5 Episoden)
- 2011: In the Eyes (Kurzfilm)
- 2012: Der Übergang – Rites of Passage (Rites of Passage)
- 2012: The Ghastly Love of Johnny X
- 2013: Standing Up
- 2022: 1066